# Aeroporto de Lençóis
O Aeroporto de Lençóis - Horácio de Mattos (IATA: LEC - ICAO: SBLE) está localizado no município de Lençóis, no estado da Bahia. Foi inaugurado em 06 de junho de 1998,com um voo fretado da VASP em uma ação de desenvolvimento de turismo liderada por Antonio Carlos Magalhães. Possui uma das maiores pistas de pousos e decolagens do interior brasileiro, com 2082 metros de asfalto, atualmente é a terceira maior pista do estado da Bahia.
  A história do Aeroporto Cel. Horácio de Mattos, apresenta alguns capítulos interessantes, e que podemos citar algumas empresas aéreas que já operaram neste aeroporto entre 1998 e 2007, foram as seguintes: VASP, TRIP, NORDESTE, PANTANAL, OCEANAIR, RIO SUL, TAM (Regional e Meridional), Passaredo, BRA e VARIG. A partir de 2009, a TRIP operou até a fusão e compra pela Azul, empresa essa que se mantém operando no SBLE. As empresas citadas voavam diversas rotas: Salvador (BA)/ Porto Seguro (BA)/ São José dos Campos (SP)/ Montes Claros (MG)/ Vitória (ES)/ Congonhas(SP)/ Brasília(DF)/ Vitória da Conquista (BA)/ Barreiras(BA) e Petrolina (PE).
Também operaram neste aeroporto, aeronaves de diversos tamanhos e modelos, como por exemplo: B737-200, B737-300, Fokker-50, EMB-110 Bandeirante, EMB-120 Brasília, ATR-42, Fokker-100 (MK28), entre outros. Já serviram com voos regulares a este aeroporto as empresas Nordeste, Pantanal, TRIP, OceanAir e atualmente a Azul é a única operadora local.
Atualmente, o aeroporto está sendo administrado, conjuntamente, pelo Estado da Bahia (Infraestrutura e Operacional) e pela Prefeitura de Lençóis (Recursos Humanos e Manutenção). Hoje, o Aeroporto de Lençóis integram a primeira lista de privatizações de terminais aéreos regionais anunciada pelo governo federal. A medida faz parte do Programa de Investimentos Privados em Aeroportos Regionais (AmpliAR). É um dos 10 aeroportos da região nordeste incluídos no Programa, criado em 2024, pelo Governo Federal, que visa construir e/ou reformar os aeroportos regionais em todo o país.
Entrada para a Chapada Diamantina, temos ofertados dois voos semanais ligando a capital Salvador, através do Aeroporto Internacional Luís Eduardo Magalhães - Salvador a cidade de Lençóis. Os voos são operados pela Azul Linhas Aéreas Brasileiras por meio de aeronaves ATR 72-600, cuja capacidade é de 70 assentos, aos domingos e às quintas-feiras, possibilitando voos diretos para Salvador, podendo realizar conexões na capital baiana para outros destinos da Azul.
O Aeroporto Horácio de Mattos - Lençóis sofreu nos últimos anos com a má administração da concessionária, bem como, com a ausência de voos, sendo agravado a partir de Março de 2000, com a Pandemia. Desde 15 de Dezembro de 2022, o aeroporto teve as atividades retomadas, numa ação politica, visando a fomentação do turismo na região da Chapada Diamantina. 